# 주걱치
주걱치는 농어목 주걱치과의 바닷물고기이다. 몸의 길이는 약 18cm이다. 몸은 타원형이고 몸과 머리는 옆으로 납작하다. 몸의 높이는 등지느러미가 있는 곳에서 가장 높고 꼬리자루는 갑자기 가늘어져 있다. 눈은 크고 머리의 옆면 가운데보다 위쪽으로 치우친다. 주둥이는 매우 짧고 입은 아래쪽으로 비스듬하게 열린다. 아래턱이 위턱보다 앞으로 튀어나와 있다.